# Maximilian Eisenberger

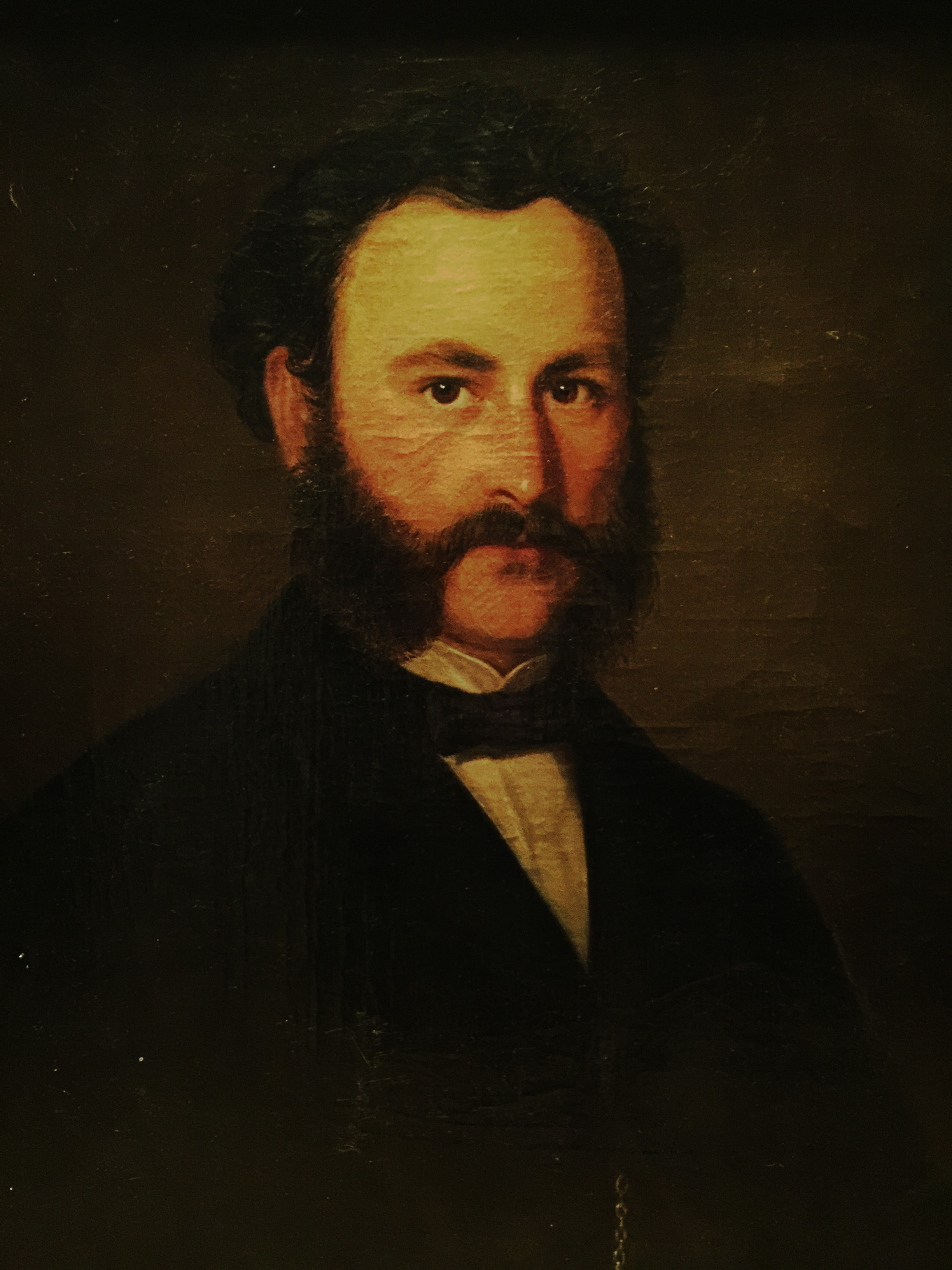
Maximilian Eisenberger

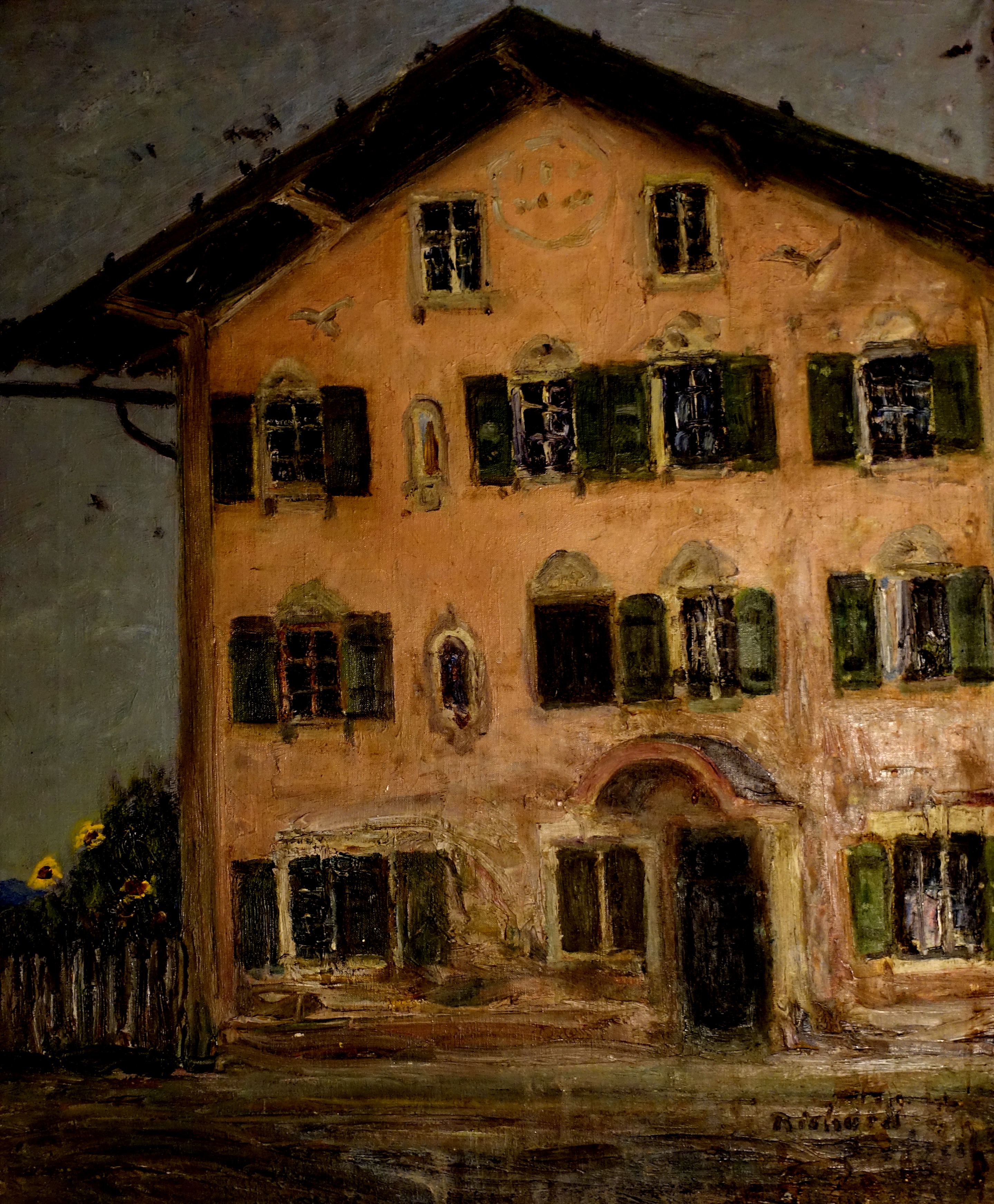
Eisenberger Haus Bad Tölz

Maximilian Eisenberger (* 12. August 1829 in Burghausen; † 9. April 1887 in Bad Tölz) war u. a. Notar und Autor historischer Texte in Bad Tölz.
Eisenberger machte sich einen Namen als Verfasser der historischen Texte der „Driendl’schen Geschichtsbilder des bayerischen Volkes“. König Maximilian II. von Bayern ernannte ihn nicht zuletzt wegen dieses Verdienstes zum Notar in Bad Tölz. Auch über Georg den Reichen hat er eine Festgabe verfasst.
An Maximilian Eisenberger erinnert noch heute die Eisenberger Straße in Bad Tölz.

## Werdegang
1848 machte er sein Abitur am Wilhelmsgymnasium in München. 1852 legte er sein juristisches Staatsexamen ab und 1854 absolvierte er den Staats-Concurs. 1859 wurde er als Assessor am Landgericht Bad Tölz angestellt. 1862 übernahm er das Notariat in Bad Tölz. Ab 1864 war er Major der bayerischen Landwehr und Kommandant des Landwehrbataillons Bad Tölz.

## Auszeichnungen
Maximilian Eisenberger war seit 1880 Träger des Ordens vom Heiligen Michael. Im Jahr 1886 erhielt er den Herzoglich Nassauischen Militär- und Civil-Verdienst-Orden Adolphs von Nassau verliehen von Adolph Wilhelm Carl August Friedrich von Nassau-Weilburg für die Verdienste um die Vereinigung des Nassauischen Fideikomisseses in Bayern.

## Familie
Maximilian Eisenberger war Sohn des Josef Eisenberger und der Elisabeth Meßner und Enkel des Thurn und Taxis'schen Postmeisters Sebastian Eisenberger aus Burghausen. Er heiratete die Stadtfischerstochter Magdalena Kuffer aus München und hatte mit ihr sieben Kinder, von denen nur vier Söhne das Erwachsenenalter erreichten:
- Ludwig Friedrich Maria Eisenberger (14. Februar 1862 in Bad Tölz; † 16. Juli 1901 in München)

Ludwig wurde Arzt in München und heiratete Barbara Scotzniovsky. Barbara Scotzniovsky war die Tochter des langjährigen Betreibers der Porzellanmanufaktur Nymphenburg, Kommerzienrat Ferdinand Scotzniovsky, und Enkelin des Erbauers einer Reihe von wichtigen Bauten von unter anderem Leo von Klenze in München, Franz Höllriegel.
- Friedrich Maximilian Maria Eisenberger (16. Juli 1863 in Bad Tölz; † 25. Dezember 1942)

Friedrich machte Karriere u. a. bei der Süddeutschen Bodenkreditanstalt in München. Seine Söhne waren Carl Friedrich Eisenberger und Clemens Max Eisenberger.
- Carl Joseph Maria Eisenberger (* 7. November 1864 in Bad Tölz; † 3. September 1951 in München)

Carl wurde Rechtsanwalt, Geheimer Justizrat sowie I. Präsident des Aufsichtsrats der Hypobank in München. Er heiratet Ella Scotzniovsky, die Schwester seiner Schwägerin Barbara Scotzniovsky. Er wird später auch Justiziar der herzoglichen Wittelsbacher in Bayern.
- Eugenius Georg Maria Eisenberger (* 28. Februar 1867 in Bad Tölz)

Eugenius arbeitete als Apotheker in Regensburg und München. Er heiratete seine Schwägerin Barbara Scotzniovsky nach dem Tod seines ältesten Bruders.